# Lijst van parochies in het bisdom Viborg
Deze pagina bevat een overzicht van parochies van het bisdom Viborg in Denemarken. Het bisdom telt 290 parochies (hieronder 277).

## A
- Aalestrup (parochie)
- Aars (parochie)
- Aggersborg (parochie)
- Almind (parochie, Viborg)
- Alstrup (parochie, Farsø)
- Arnborg (parochie)
- Asmild (parochie)
- Asp (parochie)
- Assing (parochie)
- Åsted (parochie, Skive)
- Aulum (parochie)

## B
- Balling (parochie)
- Bigum (parochie)
- Binderup (parochie)
- Bjerring Kirkedistrikt
- Bjerringbro (parochie)
- Blære (parochie)
- Borbjerg (parochie)
- Bording (parochie)
- Bøvling (parochie)
- Brandstrup Kirkedistrikt
- Brøndum (parochie)
- Brorstrup (parochie)

## D
- Daugbjerg (parochie)
- Dølby (parochie)
- Dollerup (parochie)
- Dommerby (parochie)
- Durup (parochie, Skive)
- Dybe (parochie)

## E
- Egeris (parochie)
- Ejsing (parochie)
- Ellebæk Kirkedistrikt
- Elsborg (parochie)
- Engbjerg (parochie)
- Engesvang (parochie)
- Estvad (parochie)

## F
- Fabjerg (parochie)
- Farsø (parochie)
- Fasterholt Kirkedistrikt
- Faurholt Kirkedistrikt
- Feldborg Kirkedistrikt
- Ferring (parochie)
- Finderup (parochie, Viborg)
- Fiskbæk (parochie)
- Fjaltring (parochie)
- Fjelsø (parochie)
- Flejsborg (parochie)
- Fly (parochie)
- Flynder (parochie)
- Fonnesbæk (parochie)
- Fousing (parochie)
- Fovlum (parochie)
- Fredens (parochie, Herning)
- Frederiks (parochie, Viborg)
- Fur (parochie)

## G
- Gammelstrup (parochie)
- Gedsted (parochie)
- Gimsing (parochie)
- Gislum (parochie)
- Giver (parochie)
- Gjellerup (parochie)
- Glyngøre (parochie)
- Grathe Kirkedistrikt
- Grinderslev (parochie)
- Grønbæk (parochie)
- Grønning (parochie)
- Grove (parochie)
- Gudum (parochie, Lemvig)
- Gullestrup (parochie)
- Gullev (parochie)
- Gundersted (parochie)

## H
- Haderup (parochie)
- Hammershøj (parochie)
- Handbjerg (parochie)
- Harboøre (parochie)
- Harre (parochie)
- Håsum (parochie)
- Haunstrup (parochie)
- Havbro (parochie)
- Haverslev (parochie, Rebild)
- Hedeager (parochie)
- Heldum (parochie)
- Hem (parochie, Skive)
- Herning (parochie)
- Herrup Kirkedistrikt
- Hersom (parochie)
- Hindborg (parochie)
- Hinge (parochie)
- Hjerk (parochie)
- Hjerm (parochie)
- Hjerm Østre Kirkedistrikt
- Hjermind Kirkedistrikt
- Hjorthede (parochie)
- Hodsager (parochie)
- Hogager Kirkedistrikt
- Højbjerg (parochie)
- Højslev (parochie)
- Holstebro (parochie)
- Hørup (parochie, Silkeborg)
- Houlkær (parochie)
- Hove (parochie)
- Humlum (parochie)
- Hvam (parochie)
- Hvidbjerg (parochie, Skive)
- Hvidbjerg (parochie, Struer)
- Hygum (parochie)
- Hyllebjerg (parochie)

## I
- Idom (parochie)
- Iglsø Kirkedistrikt
- Ikast (parochie)
- Ilderhede (parochie)
- Ilskov (parochie)
- Isenvad (parochie)

## J
- Jebjerg (parochie)
- Jegindø (parochie)
- Junget (parochie)

## K
- Karstoft Kirkedistrikt
- Karup (parochie, Viborg)
- Klejtrup (parochie)
- Kobberup (parochie)
- Kølkær (parochie)
- Kollund (parochie)
- Kongens Tisted (parochie)
- Kornum (parochie)
- Krejbjerg (parochie)
- Kristianshede Kirkedistrikt
- Kvols (parochie)
- Kvorning (parochie)

## L
- Låstrup (parochie)
- Lee (parochie)
- Lem (parochie, Skive)
- Lemvig (parochie)
- Levring (parochie)
- Lihme (parochie)
- Lindum (parochie)
- Løgsted (parochie)
- Løgstør (parochie)
- Lomborg (parochie)
- Louns (parochie)
- Løvel (parochie)
- Lundø (parochie)
- Lyby (parochie)
- Lynderup (parochie)
- Lyngs (parochie)
- Lysgård (parochie)

## M
- Måbjerg (parochie)
- Malle (parochie)
- Mammen (parochie)
- Mejdal (parochie)
- Mejrup (parochie)
- Møborg (parochie)
- Mønsted (parochie)

## N
- Næsborg (parochie)
- Naur (parochie)
- Nautrup (parochie)
- Nees (parochie)
- Nørlem (parochie)
- Nørre Borris (parochie)
- Nørre Felding (parochie)
- Nørre Nissum (parochie)
- Nørre Vinge (parochie)
- Nørrelands (parochie)
- Nøvling (parochie, Herning)

## O
- Odby (parochie)
- Oddense (parochie)
- Ølby (parochie)
- Ørnhøj (parochie)
- Ørnhøj Kirkedistrikt
- Ørre (parochie)
- Ørslevkloster (parochie)
- Ørum (parochie, Skive)
- Ørum (parochie, Viborg)
- Østerbølle (parochie)
- Otting (parochie)
- Oudrup (parochie)
- Overlade (parochie)

## P
- Pederstrup (parochie, Viborg)

## R
- Ramme (parochie)
- Ramsing (parochie)
- Ranum (parochie)
- Råsted (parochie, Holstebro)
- Ravnkilde (parochie)
- Ravnstrup (parochie)
- Resen (parochie, Skive)
- Resen (parochie, Struer)
- Resen (parochie, Viborg)
- Rind (parochie)
- Rødding (parochie, Skive)
- Rødding (parochie, Viborg)
- Rom (parochie)
- Romlund (parochie)
- Rønbjerg (parochie)
- Roslev (parochie)
- Roum (parochie)
- Rybjerg (parochie)
- Ryde (parochie, Holstebro)

## S
- Sæby (parochie, Skive)
- Sahl (parochie)
- Salling (parochie)
- Sankt Johannes (parochie, Herning)
- Selde (parochie)
- Sevel (parochie)
- Simested (parochie)
- Simmelkær (parochie)
- Sinding (parochie, Herning)
- Sir (parochie)
- Sjørslev (parochie)
- Skals (parochie)
- Skarrild (parochie)
- Skive (parochie)
- Skive Landsogn
- Skivum (parochie)
- Skjern (parochie, Viborg)
- Smollerup (parochie)
- Snejbjerg (parochie)
- Søndbjerg (parochie)
- Sønder Felding (parochie)
- Sønder Rind (parochie)
- Søndermark (parochie)
- Søndre (parochie)
- Stoholm (parochie)
- Strandby (parochie)
- Struer (parochie)
- Studsgård (parochie)
- Sunds (parochie)
- Svingelbjerg (parochie)

## T
- Tapdrup (parochie)
- Tårup (parochie)
- Testrup (parochie)
- Thise (parochie)
- Thorning (parochie)
- Thorum (parochie)
- Thyborøn (parochie)
- Timring (parochie)
- Tiphede Kirkedistrikt
- Tjele (parochie)
- Tjørring (parochie)
- Tøndering (parochie)
- Tørring (parochie, Lemvig)
- Trandum Kirkedistrikt
- Trans (parochie)
- Tvis (parochie)

## U
- Ulbjerg (parochie)
- Ullits (parochie)
- Ulstrup (parochie)

## V
- Vammen (parochie)
- Vandborg (parochie)
- Vejby (parochie, Skive)
- Vejrum (parochie, Struer)
- Vejrum (parochie, Viborg)
- Venø (parochie)
- Vester Bjerregrav (parochie)
- Vester Hornum (parochie)
- Vester Tostrup (parochie)
- Vesterbølle (parochie)
- Vestervang (parochie, Viborg)
- Viborg Domsogn
- Vildbjerg (parochie)
- Vile (parochie)
- Vilsted (parochie)
- Vind (parochie)
- Vindblæs (parochie)
- Vinderslev (parochie)
- Vinderup Kirkedistrikt
- Vinding (parochie, Herning)
- Vindum (parochie)
- Vinkel (parochie)
- Viskum (parochie)
- Vium (parochie)
- Vognsild (parochie)
- Volling (parochie)
- Vorde (parochie)
- Vorning (parochie)
- Vridsted (parochie)
- Vroue (parochie)